# Chicago Stock Exchange
Le Chicago Stock Exchange, connu sous l'acronyme CHX, est une Bourse des valeurs américaine située à Chicago, dans l'Illinois. Fondée le 21 mars 1882, elle opère sous la surveillance de la Commission des opérations de bourse américaine et a son siège au 440 rue LaSalle dans le secteur financier du Loop.

## Histoire

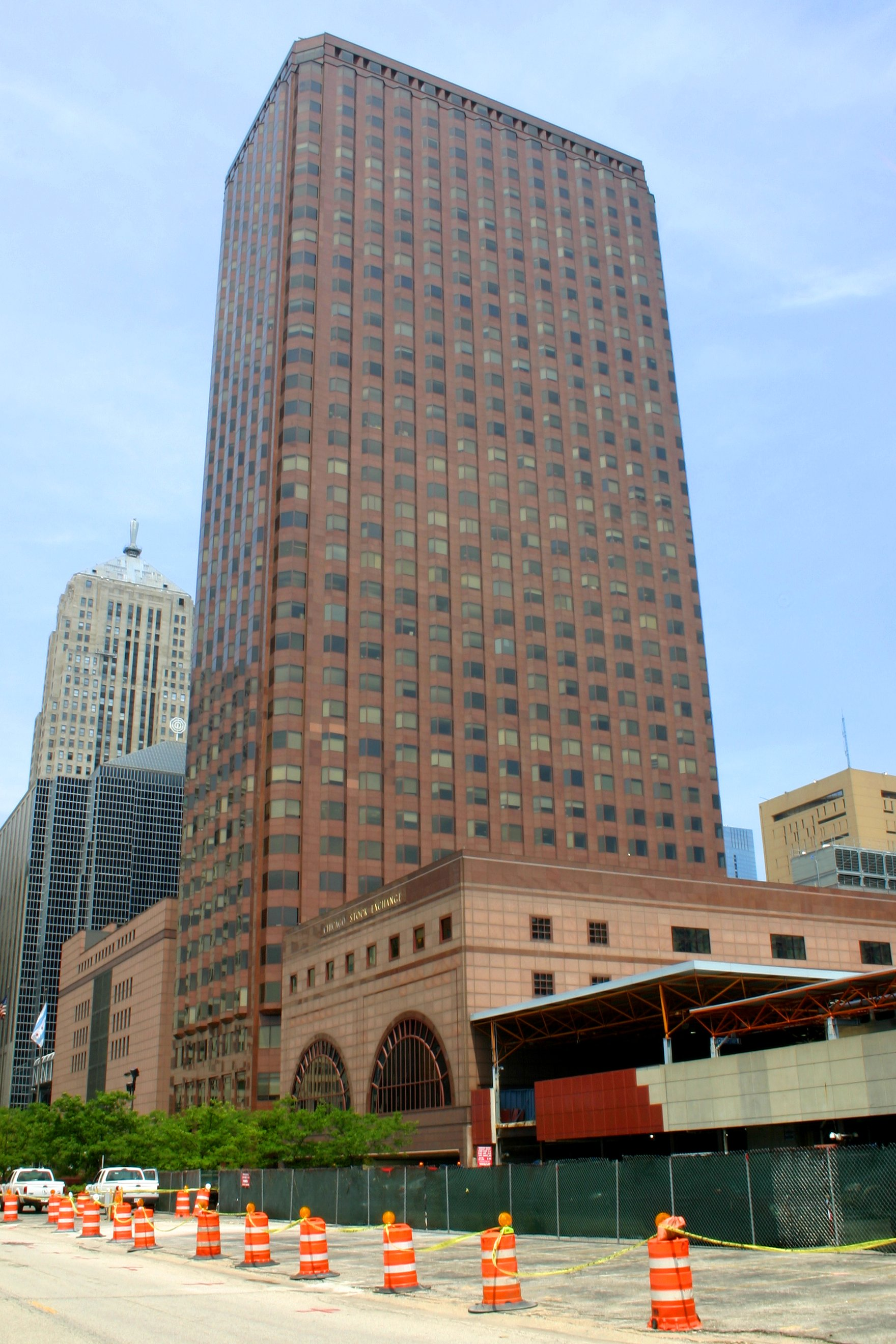
Bâtiment actuel du Chicago Stock Exchange.

### 1882-1900

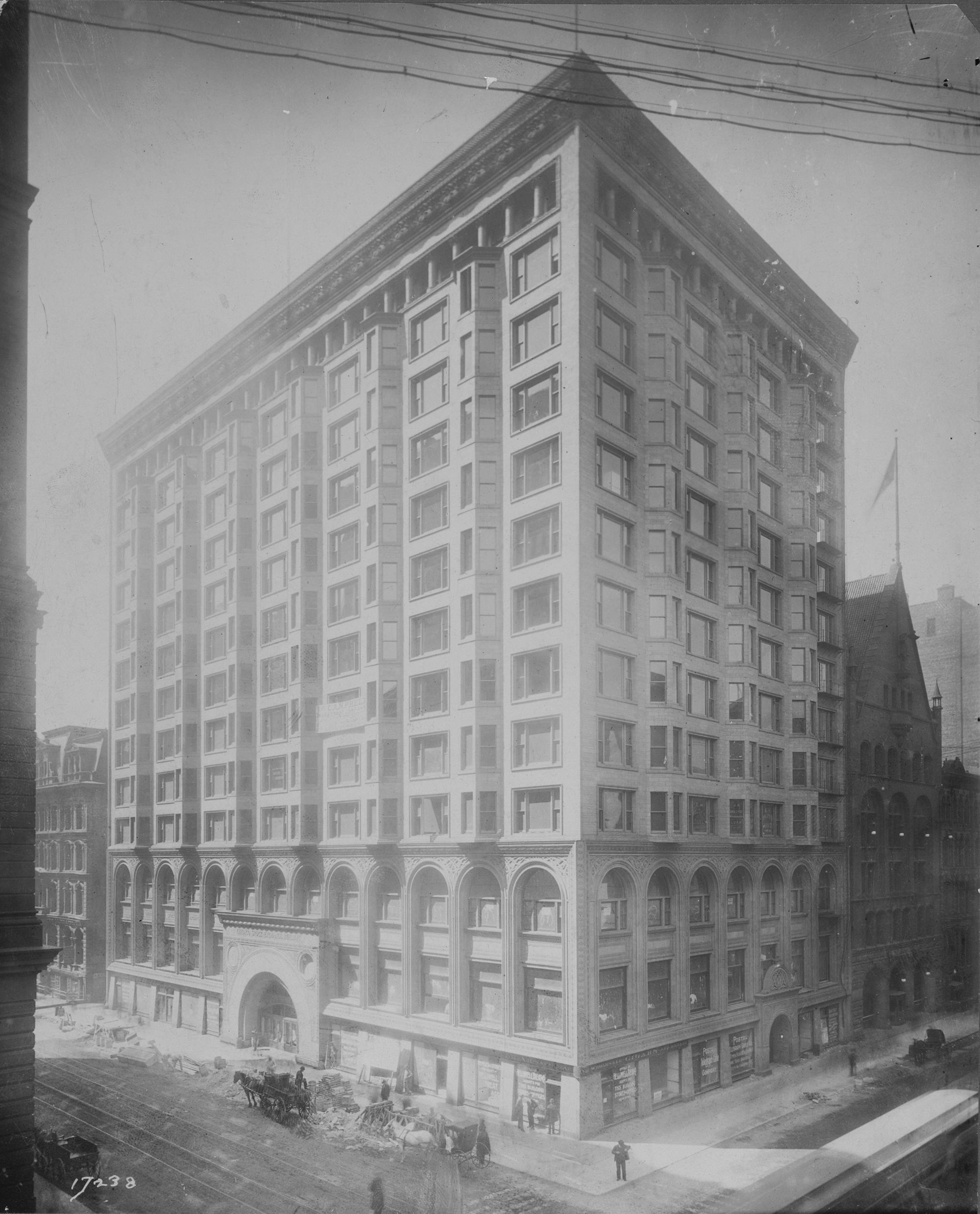
Immeuble du Chicago Stock Exchange en 1894.

Le Chicago Stock Exchange a été fondé le 21 mars 1882 au cours d'une réunion formelle présidée par Charles Henrotin. En avril de cette année-là, un bail a été signé au 115 Dearborn Street pour l'emplacement de la Bourse et pendant cette année-là plus de 750 adhésions ont été enregistrées. Le 15 mai 1882, le Chicago Stock Exchange est officiellement devenu public et a ouvert ses bureaux avec Henrotin étant le premier à le promouvoir[pas clair], avec quelques associés.
 (juin 2019).
En 1894, le Chicago Stock Exchange a déplacé sa salle des marchés vers le bâtiment appelé aujourd'hui la « vieille Bourse de Chicago », conçu par la société Adler & Sullivan, à l'intersection des rues LaSalle et Washington. Ce bâtiment a été démoli en 1972, mais sa salle des marchés et son arche d'entrée (Chicago Stock Exchange Arch) sont conservées à l'Art Institute of Chicago. The exchange began to flourish significantly in the late 1880s, with the rate of transactions of stocks and bonds increasing and earning them big profits.

### 1901-2000
En juillet 1914, la Bourse des valeurs de Chicago a fermé en conséquence de la Première Guerre mondiale, comme d'autres marchés boursiers américains. Elle est restée fermé jusqu'au 11 décembre. Le 29 octobre 1929, la bourse s'est effondrée, au cours de l'épisode du Krach de 1929, aboutissant à une période de période très difficile pour la Bourse des valeurs de Chicago et la bourse en général aux États-Unis et en Europe.
En 1949, la  Bourse des valeurs de Chicago a fusionné avec d'autres marchés boursiers régionaux américains, le St. Louis Stock Exchange, le Cleveland Stock Exchange et le Minneapolis-St. Paul Stock Exchange, pour former la Bourse du Midwest. En 1959, le New Orleans Stock Exchange est devenu lui aussi une partie constituante de la Bourse du Midwest et au début des années 1960 la Société de Service de Bourse du Midwest a été établie pour fournir des services centralisés et de représentation des sociétés membres.
En avril 1978, le Chicago Stock Exchange a lancé un Système de négoce électronique intermarché, qui a permis aux ordres d'être envoyés d'une Bourse à un autre pour assurer que les clients ont reçu la meilleure exécution disponible. Dans les années 1980, le Chicago Stock Exchange a fait plusieurs avancées technologiques pour améliorer le négoce des actions. En 1982, la Bourse des valeurs de Chicago a lancé le système  MAX, qui en a fait une des premières Bourses à fournir entièrement l'exécution d'ordre automatisée et en 1987, elle a mis en œuvre des programmes pour négocier les titres sur le Nasdaq. Dans les années 1990, elle a connu une renaissance et en 1993 a changé son nom.

### Depuis 2001

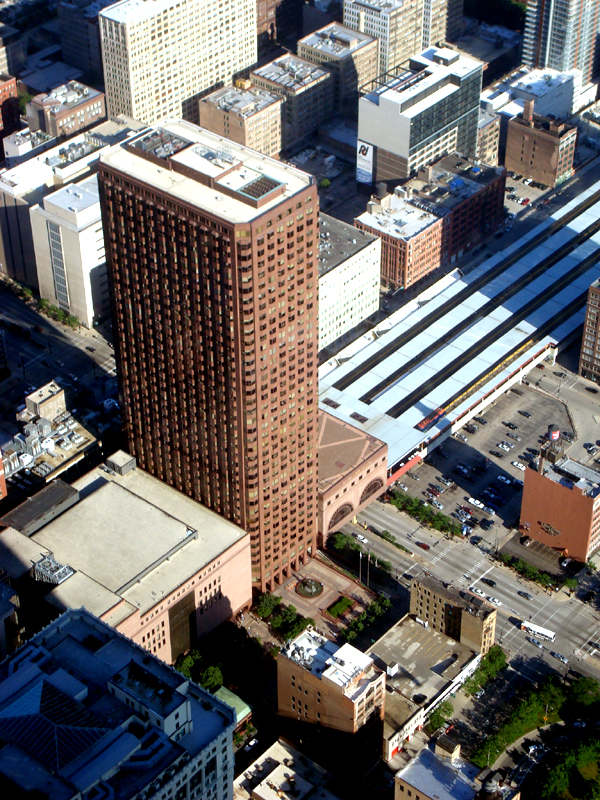
La station de train du Chicago Stock Exchange/LaSalle vue de la Sears Tower en juillet 2008.

Au début du nouveau millénaire, plusieurs changements majeurs sont arrivés. En 2005, la SEC a approuvé un changement de la structure de propriété, qui est passé de celui d'une entreprise à but non lucratif, à celui d'une société ayant des actionnaires. En 2006, le Chicago Stock Exchange a annoncé  l'approbation du régulateur pour un investissement dans son capital de Bank of America Corporation, Bear Stearns (acquis par Morgan Chase JP en 2008), et Goldman, Sachs et co. La même année, le CHX a annoncé qu'il avait complété la migration technologique.
Le 5 février 2016, un groupe chinois de sociétés d'investissement mené par Chongqing Casin, a passé un accord définitif pour acquérir la société mère du Chicago Stock Exchange, pour un montant non révélé, qui est soumis aux approbations réglementaires. Une position minoritaire dans le capital est toujours détenue par les actionnaires précédents. Cependant cette transaction est annulée par les autorités de régulations américaines en 2018 et peu après, en avril 2018, Intercontinental Exchange annonce acquérir Chicago Stock Exchange pour un montant estimé à 70 millions de dollars.